# Antholz Obertal

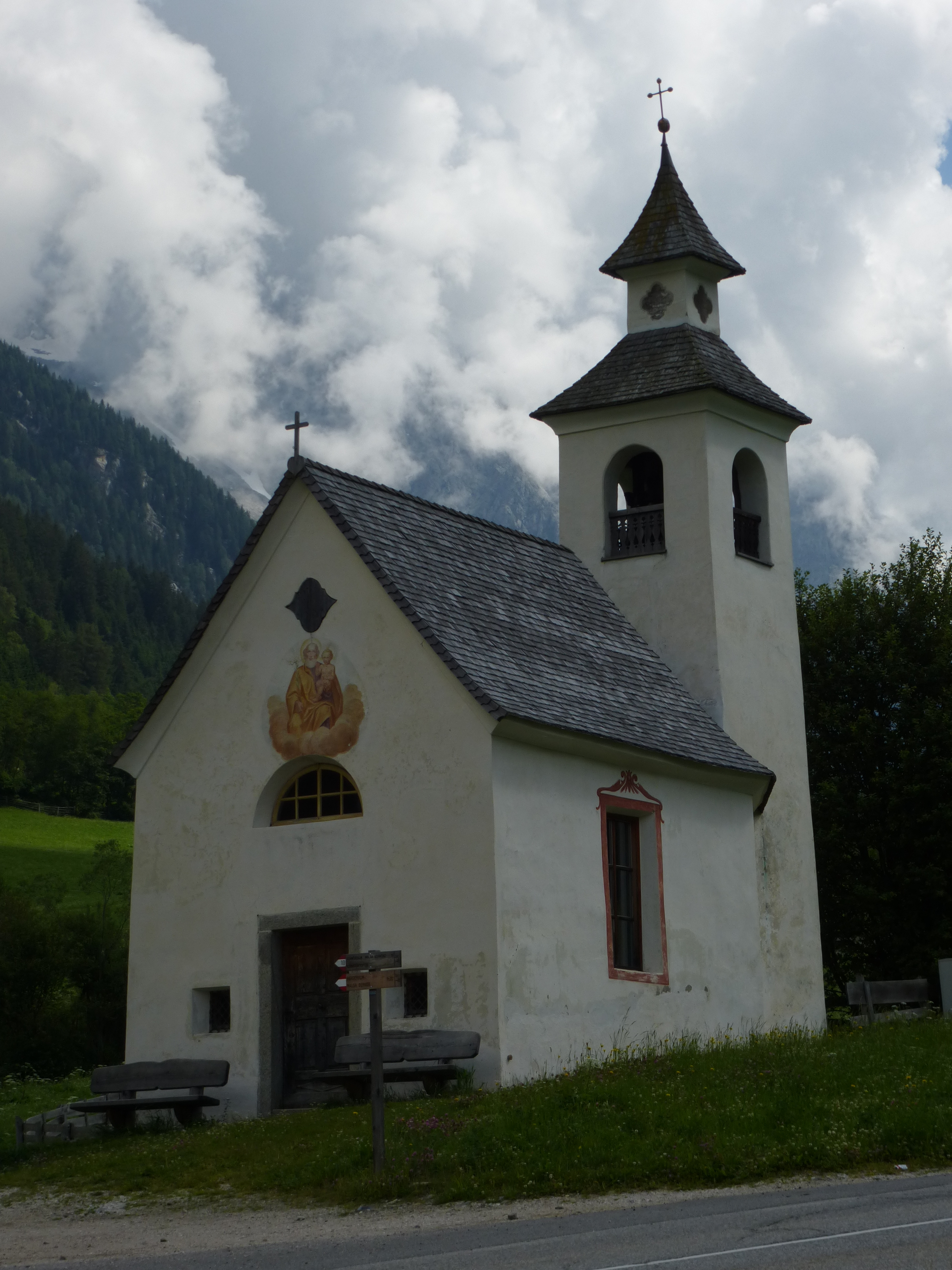
Kapelle St. Josef

Antholz Obertal (italienisch Anterselva di Sopra) ist eine Fraktion der Gemeinde Rasen-Antholz im Antholzer Tal in Südtirol (Italien) mit 120 Einwohnern (Stand: 31. Dezember 2019).

## Lage
Die Streusiedlung Antholz Obertal ist auf einer Höhe von etwa 1550 m die nördlichste und höchstgelegene Ortschaft des Antholzer Tales. Der Ort liegt, hinter einem Schwenk des Tales in Richtung Nordost, zwischen Antholz Mittertal und dem Antholzer See, hinter dem das Gelände zum Staller Sattel ansteigt.

## Geschichte
Bis 1919 gehörte Antholz Obertal als Teil der Katastralgemeinde Antholz in der Gemeinde Rasen zum Gerichtsbezirk Bruneck, der infolge des Ersten Weltkriegs zu Italien kam. 1928 wurde die Katastralgemeinde Antholz zusammen mit Niederrasen, Oberrasen und Olang unter dem Faschismus zur Großgemeinde Rasen-Olang (italienisch Rasun-Valdaora) mit Sitz in Niederrasen zusammengeschlossen. Die deutschsprachigen Bürgermeister wurden abgesetzt und ein Podestà aus den alten italienischen Provinzen zum Gemeindeleiter bestellt. 1955 wurde die Gemeinde in die heutigen Gemeinden Olang und Rasen-Antholz geteilt.

## Kapelle
Die St.-Josefs-Kapelle, auch Steinzger-Stöckl genannt, wurde 1815 von Jakob Passler errichtet.

## Infrastruktur
Durch den Ort verläuft die Landesstraße 44, die die Pustertaler Staatsstraße mit dem Staller Sattel, einem Passübergang nach Österreich, verbindet. Zwischen Antholz Obertal und dem Antholzer See liegt die Südtirol Arena, in der jährlich Biathlon-Weltcups ausgetragen werden.